# Coccinella leonina
Coccinella leonina (buburuza cu puncte portocalii) este o specie din familia Coccinellidae originară din Noua Zeelandă. Ca și caracteristici, culoarea sa este neagră, având șaisprezece puncte pe spate, de lungime 5-6 mm.      Habitatul său este răspândit de la zona subalpină până la nivelul mării.  Specia este prădătoare cu specializarea în afide adulte și larve, pe care le vânează pe iarbă. 